# Magdalena Fürstin
Magdalena Fürstin (1652–1717) foi uma artista alemã e colorista. Ela era de Nuremberg, e foi aluna de John Fischer e Maria Sybilla Merian.
O seu nome aparece como uma iluminura no famoso códice de Basilius Besler dos espécimes de plantas no Jardim de Eichstatt, Hortus Eystettensis: Studien zur Entstehung des Kupferstichwerks und zum Exemplar des Andrea Vendramin (ou Hortus Eystettensis: Estudos sobre a criação da gravura de cobre e da cópia de Andrea Vendramin) Ela trabalhou no livro por cinco anos, e a cópia na qual ela trabalhou está actualmente na Biblioteca Nacional Austríaca, em Viena.